# Primo Victoria
Primo Victoria – debiutancki album studyjny szwedzkiej grupy muzycznej Sabaton. Wydawnictwo ukazało się 4 marca 2005 roku nakładem wytwórni muzycznej Black Lodge Records. W 2010 roku płyta została wznowiona przez wytwórnię Nuclear Blast pt. Primo Victoria Re-Armed.

## Lista utworów
Opracowano na podstawie materiału źródłowego.
| Nr | Tytuł              | Inspiracja                                                                         | Czas |
| -- | ------------------ | ---------------------------------------------------------------------------------- | ---- |
| 1. | „Primo Victoria”   | D-Day, operacja Overlord                                                           | 4:10 |
| 2. | „Reign of Terror”  | Operacja Pustynna Burza i Saddam Husajn                                            | 3:51 |
| 3. | „Panzer Battalion” | Operacja Iraqi Freedom (kontynuacja "Reign of Terror")                             | 5:09 |
| 4. | „Wolfpack”         | Bitwa o Atlantyk, w szczególności atak na konwój ONS-92 przez wilcze stado "Hecht" | 5:55 |
| 5. | „Counterstrike”    | Wojna sześciodniowa                                                                | 3:48 |
| 6. | „Stalingrad”       | Bitwa stalingradzka                                                                | 5:18 |
| 7. | „Into the Fire”    | Wojna wietnamska                                                                   | 3:25 |
| 8. | „Purple Heart”     | Żołnierze odznaczeni Purpurowym Sercem                                             | 5:07 |
| 9. | „Metal Machine”    | Twórczość klasycznych zespołów heavymetalowych                                     | 4:22 |

Edycja Re-Armed (2010)
Na płycie, oprócz utworów z poprzedniego wydania, znalazły się również utwory bonusowe.
| Nr  | Tytuł                                | Czas |
| --- | ------------------------------------ | ---- |
| 10. | „The March To War”                   | 1:21 |
| 11. | „Shotgun”                            | 3:14 |
| 12. | „Into The Fire” (Live In Falun 2008) | 4:08 |
| 13. | „Rise Of Evil” (Live In Falun 2008)  | 8:03 |
| 14. | „The Beast” (Twisted Sister Cover)   | 3:11 |
| 15. | „Dead Soldier’s Waltz”               | 1:21 |

## Twórcy
Opracowano na podstawie materiału źródłowego.
| Zespół Sabaton w składzie - Joakim Brodén – wokal prowadzący, instrumenty klawiszowe - Rickard Sundén – gitara, wokal wspierający - Oskar Montelius – gitara - Pär Sundström – gitara basowa - Daniel Mullback – perkusja | Dodatkowi muzycy - Åsa Österlund – wokal wspierający - Sofia Lundström – wokal wspierający - Daniel „Ragnar” Bryntse – wokal wspierający - Hannele Junkala – wokal wspierający - Mia – wokal wspierający | Inni - Mårten Berg – zdjęcia - Mattias Norén, Björn Nilsson – oprawa graficzna - Johan Hargeby – producent wykonawczy - Tommy Tägtgren – produkcja muzyczna, inżynieria dźwięku, miksowanie - Henrik „Henke” Jonsson – mastering |